# Bertelsmann Building
Bertelsmann Building este o clădire ce se află în New York City.